# Si Mohand
Si Mohand u-Mohand n At Hmadush (transcrito en francés como Si Mohand ou-Mhand n At Hmadouch; en árabe سي محند أومحند, en cabilio ⵙⵉ ⵎⵓⵃⴻⵏⴷ ⵓ ⵎⵃⴻⵏⴷ ⵏ ⴰⵜ ⵀⵎⴰⴷⵓⵛ Si Muḥ(end) U Mḥend n At Ḥmaduc), también conocido como Si Mhand (Icerɛiwen, Tizi Rached, alrededor de 1848 - Ain El Hammam, 28 de diciembre de 1905), fue un conocido poeta amazig de la región de Cabilia en Argelia. Apodado «el Verlaine cabilio» por los eruditos franceses, sus obras fueron traducidas por otros argelinos Mouloud Feraoun, Mouloud Mammeri y Boulifa y una de las traducciones fue Les poémes de Si-Mohand (1960). Debido a diferencias de información entre fuentes, algunos detalles de su vida no se conocen con claridad.

## Biografía
Nacido en una importante familia rica y educado en la enseñanza religiosa tradicional (de ahí el título de Si, «Doctor», que se agrega a su nombre), su vida estuvo marcada por la fuerte represión que siguió a la revuelta de Cabilia (1871-1872) contra el dominio colonial francés, donde lo perdió todo. Su padre fue sentenciado a muerte, su tío paterno fue enviado al exilio en Nueva Caledonia, y su familia perdió todas sus posesiones. A diferencia de su madre y sus hermanos, que emigraron a Túnez, prefería quedarse y vivir en Argelia como uno de los desposeídos, trabajando como jornalero o practicando otros trabajos mal pagados. Nunca se instaló en ningún lado, sino que vagó toda su vida en Argel o en otras ciudades y pueblos argelinos dentro y alrededor de Cabilia. Pocos detalles de su vida son conocidos con certeza. La tradición recuerda una visita que hizo al piadoso Sheij Mohand u-Lhocine, con quien peleó un duelo poético épico, así como un viaje a pie a Túnez, donde conoció a sus hermanos pero no fue bien recibido.
Murió de tuberculosis a los 57 años en el hospital Sainte-Eugénie en Michelet (ahora Ain El Hammam). También hizo una crónica en el libro de Younes Adli, Les Éditions de Minuit publicado en 2000, Mohand et un révolte.

## Trabajos
En el curso de su vida errante compuso una gran cantidad de isefra o poemas en cabilio. Algunos cientos sobrevivieron por transmisión oral y han sido grabados en libros por Boulifa, Mouloud Feraoun, Mouloud Mammeri y Younes Adli.
- Poésies populaires de la Kabylie du Djurdjura, M. Hanoteau, París, 1867
- Recueil de poésies kabyles, Saïd Boulifa, Alger, Jordania, 1904
- La Poésie kabyle de Si Mohand-ou-M'mano et les Isefra, Emile Dermenghem, Documentos Alger, Séries-culturelles, n°57, 1951.
- Les Poèmes de Si Mohand, Mouloud Feraoun, París, Edición de Minuit, 1960.
- Les Isefra de Si Mohand, Mouloud Mammeri, Maspero, 1982.
- Si Mohand ou Mhand. Errance et révolte, Younes Adli, París Mediterranee, ISBN 2-84272-110-1, 2001.

  Thikkelt-a ad hedjigh asefru
Wallah ad yelhu
Ad inadi deg lwedyat.
  Wi t-islan ard Un t-yaru
Ur as-iberru
W' illan d elfahem yezra-t  :
  A nhell Rebbi a tend-yehdu
Ghur-es ay nedâu
Ad baâdent adrim nekfa-t.
Esta vez compondré un poema; Por favor Dios sé hermoso  Y extiéndelo por todas partes.
Quien lo oiga, lo escribirá No se separará  Y el sabio lo entenderá:
Que Dios inspire piedad en ellos; Solo él puede preservarnos:  ¡Las mujeres deben olvidarnos, no nos queda dinero!